# 芳賀矢一

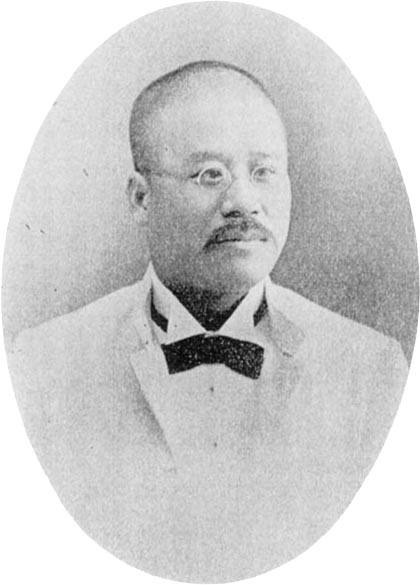
芳賀矢一

芳賀 矢一（はが やいち、慶応3年5月14日〈1867年6月16日〉 - 昭和2年〈1927年〉2月6日）は、日本の国文学者。東京帝国大学名誉教授、東宮職御用掛、國學院大學学長、帝国学士院会員。

## 経歴

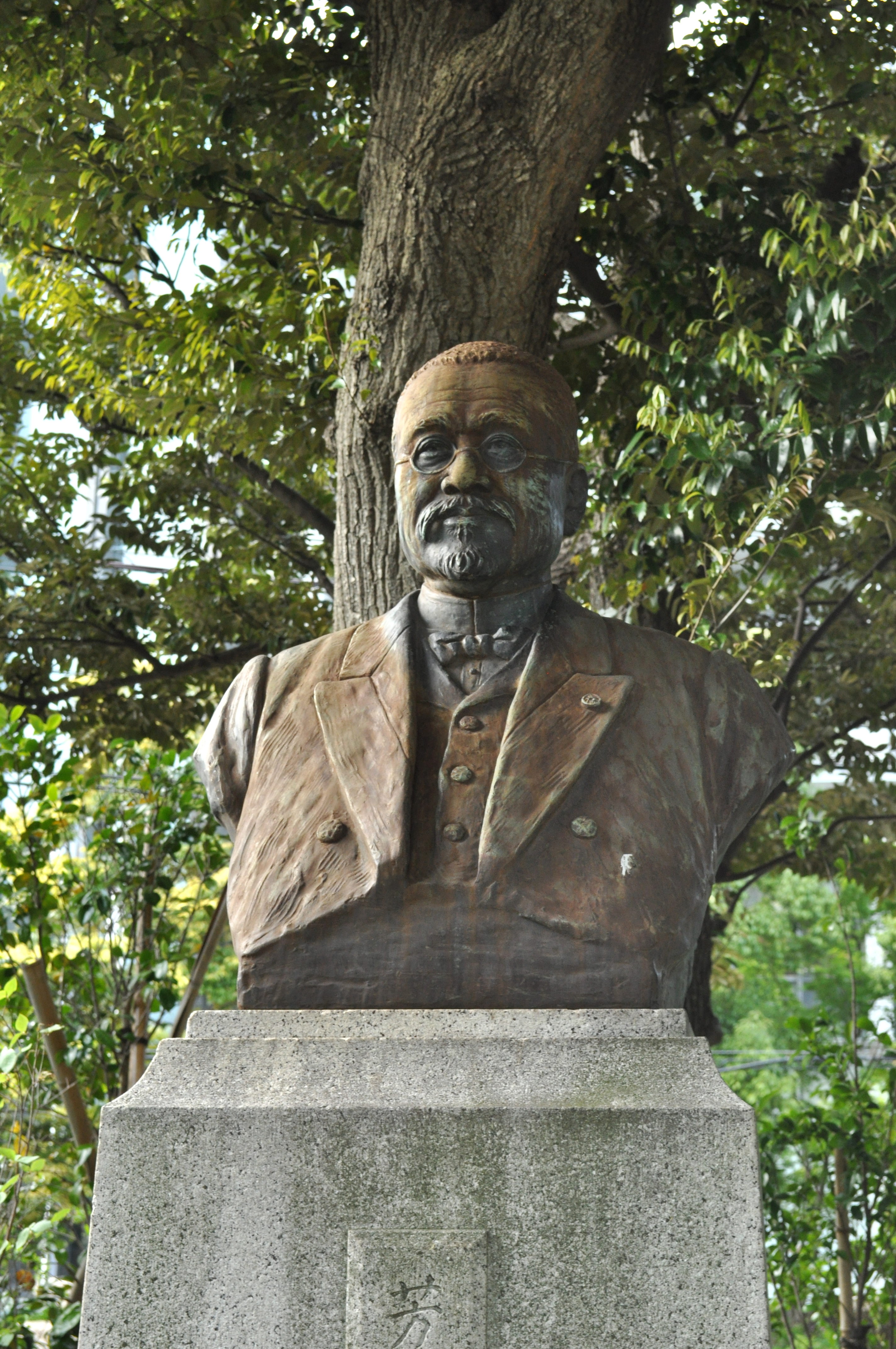
國學院大學渋谷キャンパスにある芳賀矢一胸像。芳賀は國學院「中興の祖」とされ、校歌の作詞者でもある。この胸像は、芳賀の没後、1937年（昭和12年）2月6日に國學院大學で十年祭を執り行った際、遺徳を顕彰するために建立された。製作は本山白雲による。

1867年、越前国福井生まれ。父は国学者の芳賀真咲。第一高等中学校を経て、帝国大学文科大学（のちの東京帝国大学文学部）卒業。小中村清矩に学ぶ。
1898年に東京帝国大学助教授、翌年（1899年）夏目漱石、藤代禎輔と共に文部省外国留学生としてドイツに留学し、文献学を学ぶ。1901年に帰国し、東京帝国大学教授となる。1903年、文学博士を取得。大正4年（1915年）帝国学士院会員。また1918年から逝去まで國學院大學学長を務め、同大学の大学令による大学昇格や渋谷移転にも尽力した。1922年東京帝国大学名誉教授となる。また、東宮職御用掛を拝命。大正天皇崩御の際には、奉悼歌の歌詞を命じられた。
昭和2年（1927年）、心臓麻痺のため死去。墓所は文京区護国寺。

## 業績
上田萬年に続く東京帝国大学国語国文学教授で、国学とドイツ文献学をあわせた日本国文学の基礎を作り、近代国文学の父と称された。また国語教育に携わり国定教科書を編纂した。「尋常小学読本」編集・校閲との関連で、文部省著作の「尋常小学唱歌」を湯原元一らと編纂、歌詞校閲には深く関わっており、一部の韻文歌詞を作詞した可能性も高い。一部では山口県立下関南高等学校校歌などの作詞もしている。
数多くの古典文学を校訂したが、『源氏物語』を論じて、このような乱倫の書物が日本の大古典であることは情けないと述べている。夏目漱石と同年で、漱石が講師だった時に教授をしていた。

## 家族・親族
- 父：芳賀真咲 - 国学者。
- 息子： 芳賀檀 - 評論家、ドイツ文学者[1]。
- 娘婿
  - 穂積真六郎 - 二女・敏子の夫[4]。朝鮮総督府官僚、参議院議員。
  - 尾高朝雄 - 四女・咲子の夫、法学者[5]。
穂積と尾高は共に渋沢栄一の孫である。
- いとこ・斯波貞吉[6]

## 栄典
位階
- 1917年（大正6年）12月28日 - 正四位[7]

勲章等
- 1908年（明治41年）6月25日 - 勲四等瑞宝章[8]

## 著書
- 新撰帝国史要 （冨山房、1896年）
- 国文学史十講 （冨山房、1899年）
- 国学史概論 （国語伝習所、1900年）
- 世界文学者年表 （冨山房、1904年）
- 国語活用聯語一覧 （冨山房、1904年）
- 内地旅行 （金港堂、1905年）
- 中等教科中古文典 （冨山房、1905年）
- 国民性十論[9] （冨山房、1908年）
- 月雪花 （文会堂、1909年）
- 年中行事唱歌 （文昌閣、1910年）
- 日本人 付録・国体百首 （1912年）
- 新式辞典 （大倉書店、初版1912年[10]）
- 国文学史概論 （文会堂書店、1913年）
- 口語文典大要 （文昌閣、1913年）
- 日本人名辞典 （大倉書店、1914年）
- 筆のまにまに （冨山房、1915年）
- 帝国読本 （冨山房、1918年）
- 筆にまかせて （日本書院、1918年）
- 芳賀矢一遺著 （冨山房、1928年）
- 芳賀矢一文集 （芳賀檀編 冨山房、1937年）
- 芳賀矢一選集（全8冊 國學院大學、1982年-1992年）

## 評伝
- 佐々木孝浩『芳賀矢一 : 「国文学」の誕生』岩波書店〈近代「国文学」の肖像 第1巻〉、2021年。ISBN 9784000269766。全国書誌番号:23650501。